# Vrhtrebnje - Sv. Ana
Vrhtrebnje - Sv. Ana este o arie protejată (arie specială de conservare — SAC, sit de importanță comunitară — SCI) din Slovenia întinsă pe o suprafață de 696,41 ha, integral pe uscat.

## Localizare
Centrul sitului Vrhtrebnje - Sv. Ana este situat la coordonatele 45°53′02″N 15°03′26″E / 45.884°N 15.0573°E.

## Înființare
Situl Vrhtrebnje - Sv. Ana a fost declarat sit de importanță comunitară în aprilie 2004 pentru a proteja 2 specii de animale. Situl a fost protejat și ca arie specială de conservare în februarie 2012.

## Biodiversitate
Situată în ecoregiunea continentală, aria protejată conține 2 habitate naturale: Peșteri inaccesibile publicului, Păduri de fag Luzulo-Fagetum.
La baza desemnării sitului se află mai multe specii protejate de  nevertebrate (2): fluturele-tigru (Callimorpha quadripunctaria), Leptodirus hochenwartii.